# Томас Біміс
Томас Біміс (11 червня 1975) — грецький стрибун у воду.
Олімпійський чемпіон 2004 року, учасник 2000 року.